# John Morris (historiador)
John Robert Morris (8 de juny del 1913 – 1 de juny del 1977) va ser un historiador d'anglès que es va especialitzar en l'estudi de les institucions de l'Imperi Romà i la història de la Bretanya Postromana. Ell és ben conegut pel seu llibre The Age of Arthur (1973), en el qual va tractar de reconstruir la història de la Gran Bretanya i Irlanda durant els anomenats "Anys obscurs" després de la retirada dels romans, basant-se en dispersos registres arqueològics i històrics. Gran part de la resta de la seva obra es va centrar en la Gran Bretanya durant aquest temps.